# Lucas Abud
Lucas Emiliano Abud (8 de marzo de 1986, Buenos Aires, Argentina) es un futbolista argentino. Juega de portero y su club actual es Talleres.

## Trayectoria
Portero. Surgido de las divisiones inferiores de Club Atlético Tigre. Antes había pasado por las filas menores de Boca, River y Argentinos Juniors (fue preseleccionado al sub-17). Fue parte del plantel que consiguió el ascenso después de 27 años sin que lo consiga ese club y el subcampeonato de Primera división en el 2007. Hasta el momento se encuentra jugando en el Torneo Argentino B.

## Clubes
| Club                  | País      | Año             |
| --------------------- | --------- | --------------- |
| Tigre                 | Argentina | 2007 - 2010     |
| Atlanta               | Argentina | 2010 - 2011     |
| Racing Club de Trelew | Argentina | 2011 - 2012     |
| Talleres              | Argentina | 2012 - presente |

- Datos: Q5981829